# Viki Gabor

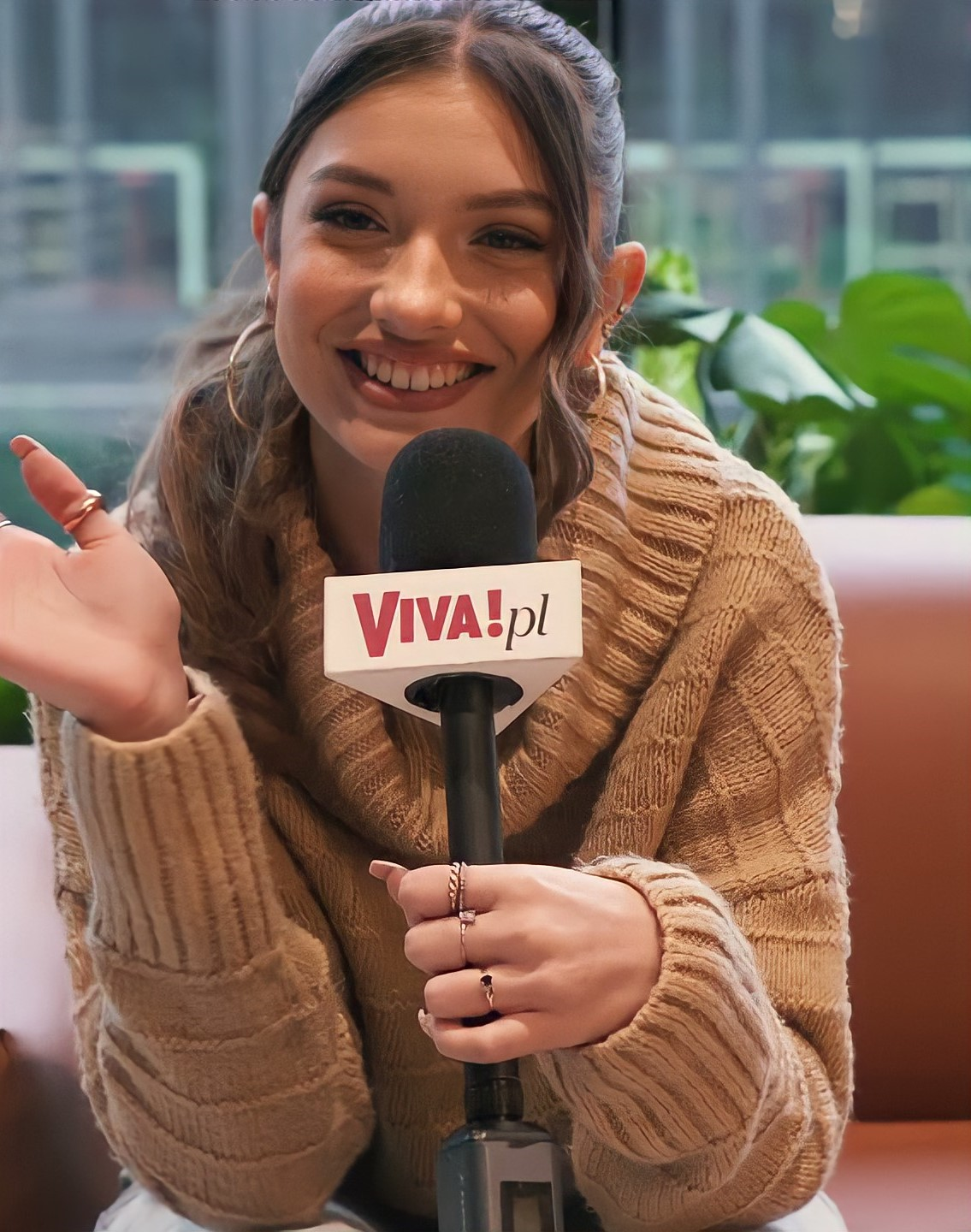
Viki Gabor (2021)

Wiktoria „Viki“ Gabor (* 10. Juli 2007 in Hamburg) ist eine polnische Sängerin. 2019 gewann sie den Junior Eurovision Song Contest in Gliwice mit dem Lied Superhero.

## Leben und Karriere
Gabor wurde in Hamburg in eine polnische Roma-Familie geboren. Nach ihrer Geburt zog die Familie zunächst zurück nach Polen und später ins Vereinigte Königreich. Als sie sieben Jahre alt war, kehrte sie mit ihrer Familie nach Polen zurück, wo sie sich in Krakau niederließen. Gabor hat eine ältere Schwester namens Melisa, die als Komponistin und Songwriterin tätig ist.
Ende 2018 nahm Gabor an der zweiten Staffel von The Voice Kids Poland teil. Sie war Teil des Teams von Tomson & Baron und erreichte letztlich das Finale, wo sie ihre Debütsingle Time vorstellte. Nach The Voice Kids trat Gabor mit ihrer Single bei den Young Choice Awards beim Top of the Top Sopot Festival 2019 auf.
2019 nahm Gabor am polnischen nationalen Vorentscheid für den Junior Eurovision Song Contest 2019, Szansa na sukces, teil. Dort gewann sie im Finale mit ihrem Lied Superhero. Beim Junior Eurovision Song Contest, der am 24. November in Gliwice abgehalten wurde, gewann Viki Gabor mit 278 Punkten, nachdem sie bei der Fachjury den zweiten und bei der Publikumsabstimmung den ersten Platz belegt hatte. Viki Gabor sicherte somit den zweiten Sieg für Polen beim Junior Eurovision Song Contest. Zudem war dies der erste Sieg eines Gastgeberlandes und das erste Mal, dass ein Land zwei Jahre in Folge gewann.
Seitdem hat Gabor mehrere Singles sowie ihr erstes Album namens Getaway (Into My Imagination) veröffentlicht.

## Privates
Polnische Medien behaupten, dass Viki Gabor mit Roksana Węgiel im Streit läge. Grund hierfür sei ein ähnliches Alter und der Status beider als polnische Gewinnerinnen des Junior Eurovision Song Contest. Beide haben dies dementiert, Gabor nannte Węgiel zudem „ein tolles Mädchen“.

## Diskografie

### Alben
- Getaway (Into My Imagination) (2020, PL: Gold)[5]
- ID (2022)

### Singles
- Time (2019)
- Superhero (2019, PL: ×2Doppelplatin )
- Ramię w ramię (mit Kayah) (2020, PL: ×2Doppelplatin )
- Getaway (2020, PL: Gold)
- Forever and a Night (2020)
- Not Gonna Get It (2020)
- Wznieść się chcę (2020)
- Afera (2020)
- Moonlight (2021)
- Toxic Love (2021)
- Napad na serce (2022)
- Could Be Mad (2022)
- So What (2022)
- Barbie (2022)
- 3:30 (2022)
- Cute (mit Margaret) (2022)

## Auszeichnungen und Nominierungen
| Jahr | Auszeichnung        | Kategorie                       | Ergebnis  |
| ---- | ------------------- | ------------------------------- | --------- |
| 2020 | Fryderyki 2020      | New Face of Fonography          | Nominiert |
| 2020 | Fryderyki 2020      | Song of the Year („Superhero“)  | Nominiert |
| 2020 | Fryderyki 2020      | Video of the Year („Superhero“) | Nominiert |
| 2020 | Kid’s Choice Awards | Favorite Polish Artist          | Nominiert |